# Audrey Tang
Audrey Tang, precedentemente nota come Autrijus Tang, in cinese 唐鳳 (18 aprile 1981), è un'informatica taiwanese, ministra, programmatrice di software libero descritta come uno dei "dieci grandi dell'informatica taiwanese".

## Biografia
Tang mostrò un interesse precoce nei computer, iniziando ad imparare il Perl all'età di 12 anni. Due anni più tardi abbandonò la scuola poiché incapace di adattarsi alla vita studentesca. Nel 2000, all'età di 19 anni, aveva già ricoperto importanti incarichi presso diverse compagnie di software, e lavorato nella Silicon Valley come imprenditrice. Verso la fine del 2005 ha intrapreso il percorso di transizione verso un'identità femminile e ha modificato sia il suo nome inglese che quello cinese. La televisione taiwanese Eastern Television riporta che ha un QI pari a 180. È una forte sostenitrice di autodidattismo ed anarco-individualismo.
A 35 anni, Tang è diventata la più giovane ministra senza portafoglio nella storia di Taiwan, nonché la prima ministra transgender del mondo.

## Contributi a software libero
Tang è nota soprattutto come iniziatrice e leader del progetto Pugs, un'implementazione di Perl 6 in Haskell "ottimizzata per il divertimento" che ha fortemente rinvigorito il lavoro di sviluppo intorno a tale linguaggio; ha anche apportato contributi per l'internazionalizzazione e la localizzazione di diverso software libero, fra cui SVK, Request Tracker (di cui ha anche scritto gran parte del codice) e Slashcode. Inoltre ha contribuito a tradurre in Cinese Tradizionale vari libri Open Source. fra il giugno 2001 ed il luglio 2006 Tang ha sviluppato originariamente oltre 100 moduli e progetti CPAN, molti dei quali continua a mantenere. Fra i più popolari, il Perl Archive Toolkit (PAR), uno strumento multipiattaforma per la distribuzione di programmi in Perl 5. Ha anche messo a punto i sistemi di smoke test e firma digitale di CPAN. Nell'ottobre 2005 ha tenuto conferenze alla European Open Source Convention della O'Reilly, ad Amsterdam.